# Conferência de Havana de 1940
A Conferência de Havana, foi uma reunião entre países da América, realizada em Havana, capital de Cuba, de 21 a 31 de julho de 1940.
Convocada pelos Estados Unidos, a fim de tomar decisões a respeito de possíveis ações dos países americanos, com relação a Segunda Guerra Mundial, a reunião fazia parte dos planos da política internacional americana, que seguia a Doutrina da Política da Boa Vizinhança (1935–1945) do presidente norte-americano Franklin Delano Roosevelt. Consistia na estratégia dos Estados Unidos para promover a cooperação interamericana e a solidariedade hemisférica, enfrentar o desafio do Eixo e consolidar-se como grande potência. Acompanhando os acordos de segurança já aprovados nas Conferências Inter-americanas de Consolidação da Paz em Buenos Aires (1936), e na Oitava Conferência Internacional Americana em Lima (1938).
Foi acertado nessa reunião que todo atentado de um Estado não americano contra a integridade ou inviolabilidade do território, contra a soberania ou independência política de um Estado do continente americano, será considerado como ato de agressão contra os demais Estados.